# JIKOOHA
JIKOOHA （ジクーハ）は、日本の音楽ユニットである。

## メンバー
Jun
キーボード、プログラミング、マニピュレーション
Shimodi
ギター、キーボード、プログラミング

## 概要
1997年結成。
1999年より、全国のゴアトランスやサイケデリック・トランスを中心としたパーティーでLive活動を開始。

2003年、1stフルアルバム『Jikooha/New Breed』をTod Aquarium Recordsよりリリース。

2006年には、2ndアルバム『Shamanarchy』をUNIやUBARTMAR.COMを擁するPanorama Recordsよりリリース。

野外パーティーでのプレイも多く、最近の主流であるフルオンやダークサイケデリックトランス等とは一線を画した音作りで古い世代から若い世代のパーティーピープルまでファン層は幅広い。

最近では、Eiji ( KKP / インチキーズ / Rip'n'Eiji )とのコラボレーションなど結成10年をしてなお新たな制作の幅を広げつつある。

## ディスコグラフィ

### アルバム
- 『New Breed』 (Tod Aquarium Records) 2003年3月
- 『Shamanarchy』 (Panorama Records) 2006年5月

### シングル
- 「SEEDMAN E.P.」 (Dub Pulse) 2000年12月

### コンピレーション
- 『Explorations 2, The Travel Bug』「Gaia」(Return to the Source) 2001年2月
- 『spiritual of MAI』「PSYCHOWORDS」(Tod Aquarium Records) 2001年9月
- 『Zonal Reflection』「You may learn something」(Tod Aquarium Records) 2002年8月
- 『X-Mode Vol.4 Generation H -DVD-』「You may learn something]」(Tokyo X-Ray) 2003年4月
- 『Autumn Jade』 「harvest in june」(Twinetrax) 2005年11月
- 『Golden Vibes 2 -File/MP3/VBR-』「Bay Hall Magic/My Revolution And Yours」(OLD is GOLD) 2007年10月